# Organizacija Združenih narodov za izobraževanje, znanost in kulturo
Organizácija Zdrúženih národov za izobraževánje, znánost in kultúro (UNESCO - iz angleškega poimenovanja: United Nations Educational, Scientific and Cultural Organisation) je specializirana agencija znotraj Organizacije združenih narodov, ki je bila ustanovljena 16. novembra 1945. Glavni cilj organizacije, naveden v prvem členu njene ustave, je prispevati k miru in varnosti s sodelovanjem držav na področjih izobraževanja, znanosti in kulture z namenom poglobiti splošno spoštovanje pravice, zakona prava ter človekovih pravic in osnovnih svoboščin.
V UNESCO je včlanjenih 192 držav. Slovenija je članica od leta 1992. Sedež organizacije je v Parizu (Francija), prek 50 pisarn ter več inštitutov in centrov pa ima organizacija tudi po svetu, med njimi od leta 1980 tudi Mednarodni center za kemijske študije v Ljubljani. UNESCO sledi svojim ciljem skozi pet programskih sektorjev, ki zajemajo področja izobraževanja, naravoslovja, družboslovja in humanistike, kulture ter komunikacije in informiranja. Projekti, ki jih podpira UNESCO, vključujejo programe za povečevanje pismenosti, tehnične programe, programe za usposabljanje učiteljev, mednarodne znanstvene programe, regionalne in kulturnozgodovinske projekte, promocijo kulturne raznolikosti ter sporazume o mednarodnem sodelovanju za zavarovanje svetovne kulturne in naravne dediščine ter varovanje človekovih pravic.

## Zgodovina in razvoj organizacije
Ideja o organizaciji, ki bi se ukvarjala z izobraževanjem po svetu, se je pojavila že po prvi svetovni vojni, in sicer v Društvu narodov, ki je imelo za to področje imenovan Odbor za intelektualno sodelovanje (angleško: International Committee of Intellectual Co-operation). Tako kot je bilo Društvo narodov predhodnik OZN, je bil tudi ta odbor predhodnik Unesca. 
Unesco je bil ustanovljen 16. novembra 1945. Predstavniki 37-ih držav, ki so bili prisotni na ustanovni konferenci, se je od vsega začetka strinjalo, da je izobrazba pomembna in tudi zato je bilo že na ustanovnem srečanju rečeno, da mora ta nova organizacija vzpostaviti »intelektualno in moralno solidarnost človeštva«. Na konferenci je bila podpisana ustava organizacije, ki je začela veljati skoraj leto zatem, bolj natančno 4. novembra 1946, do takrat pa jo je ratificiralo že 20 držav. 
Na začetku delovanja je bil Unesco nastanjen v centru Pariza v bivšem hotelu z imenom Majestic. Leta 1958 se je Unesco preselil v svoj stalni sedež v Parizu na Place de Fontenoy, sestavljen iz štirih poslopij, ki so jih projektirali trije arhitekti iz različnih držav in katerih gradnjo je nadzoroval mednarodni komite. Izmed poslopij je najbolj znano največje, ki se zaradi značilne oblike imenuje Y oziroma tri-kraka zvezda. Med poslopji in v njih se nahajajo različna umetniška dela tako znanih kot tudi manj znanih umetnikov, med drugimi umetnijami so tudi slika Pabla Picassa in umetniški deli Joana Miroja. 
Leta 1972 je bila sprejeta Konvencija o varstvu svetovne kulturne in naravne dediščine, do prvih vnosov na seznam svetovne dediščine pa pride šest let kasneje. 
V letih 1984−1985 zaradi nestrinjanja z organizacijo in določenimi ukrepi iz Unesca izstopijo Združene države Amerike, Združeno kraljestvo in Singapur, zaradi česar organizacija doživi finančno krizo. V tem obdobju se začnejo v Unescu izvajati nekatere reforme, ki so poskušale bolje urediti organizacijo dela in zmanjšati število zaposlenih, saj je bilo Unescu mnogokrat očitano, da izvaja preveč birokracije. Združeno kraljestvo k Unescu zopet pristopi leta 1997, Združene države pa šele 2003. 
Unesco je do danes sprejel 192 članic. Republika Slovenija je bila sprejeta 27. maja 1992 kot 167. članica. 

## Države članice
Ob ustanovitvi Unesca se je v organizacijo včlanilo 37 držav. Število držav članic Unesca je nato hitro naraščalo, danes pa jih je že 192. V obdobju od ustanovitve do danes je izstopilo 10 držav, a se do sedaj le ena ni ponovno vključila, in sicer Singapur. Med pomembnejšimi državami, ki so izstopile iz Unesca so Združene države Amerike, Združeno kraljestvo in Južnoafriška republika. Poleg polnopravnih članic pa je v Unesco vključenih še 6 pridruženih članic. 
180 držav članic ima v Unescu svoja stalna predstavništva, ki jih vodijo stalni predstavniki s statusom ambasadorjev. Stalna predstavništva služijo predvsem v posvetovalne namene, še posebej ko se zadeve tičejo države ali območja, iz katerega prihajajo oziroma katerega zastopajo. 
Pridružene članice so samoupravna območja, ki pa niso odgovorna za urejanje zunanjih zadev, saj te urejajo države, pod katera ta območja spadajo (npr. Aruba spada pod Kraljevino Nizozemsko). Pridružene članice Unesca nimajo pravice do glasovanja, smejo pa se udeleževati vseh rednih in izrednih generalnih konferenc in na njih tudi sodelovati, biti članice odborov in komisij ter so upravičene do prejemanja vseh dokumentov in poročil, ki jih dobijo tudi države članice. 
Ustava Unesca določa, da morajo države članice ustanoviti nacionalne komisije ali nacionalne kooperativne odbore, ki skrbijo za povezavo med organizacijo, vladami držav članic in nevladnimi organizacijami ter njihovimi vladnimi in nevladnimi telesi.
Unesco sodeluje tudi s parlamenti vseh držav članic. 

### Unesco in Slovenija
Slovenija je k Unescu pristopila 27. maja 1992 kot 167. članica. 
Slovenija je ustanovila nacionalno komisijo, ki se uradno imenuje Slovenska nacionalna komisija za UNESCO in deluje znotraj Ministrstva za visoko šolstvo, znanost in tehnologijo, vodi pa ga Marjutka Hafner, ki je tudi generalna sekretarka komisije. 
Slovenija ima tudi stalno predstavništvo pri Unescu, ki se v angleščini imenuje Permanent Delegation of the Republic of Slovenia to UNESCO. Stalno predstavništvo deluje v sklopu slovenskega veleposlaništva v Parizu. Člani stalnega predstavništva so stalni predstavnik dr. Janez Šumrada, namestnica stalnega predstavnika Milena Šmit in ataše Suzana Crassard Marič. 
Slovenija je skupaj z Unescom leta 1980 v Ljubljani ustanovila Mednarodni center za kemijske študije, ki združuje več kot sto univerz, raziskovalnih institutov in razvojnih centrov s področja kemije.

## Upravna telesa Unesca

### Generalna konferenca
Generalno konferenco Unesca sestavljajo delegacije držav članic Unesca. Vsaki državi pripada en glas. Generalna konferenca se sestaja na rednih sejah vsaki dve leti, po potrebi pa se lahko sestane tudi na izrednih sejah, kar pa se zgodi zelo poredko. Za delovne jezike Generalna konferenca Unesca uporablja arabščino, kitajščino, angleščino, ruščino in španščino. V vseh teh jezikih se izvaja simultano tolmačenje in vsi dokumenti, o katerih mora odločati generalna konferenca, so na razpolago v teh jezikih.
Nekatere izmed nalog generalne konference: 
- določitev politike in smernic delovanja Unesca ter odločanje o programih, ki jih predloži izvršilni odbor;
- sprejem predloga programa in proračuna za naslednji dve leti;
- svetovanje OZN o zadevah, ki se tičejo izobraževanja, znanosti in kulture;
- volitev članov Izvršilnega odbora Unesca;
- vsake štiri leta volitev generalnega direktorja Unesca, ki ga predlaga izvršilni odbor.

### Izvršilni odbor
Izvršilni odbor vodi in upravlja Unesco in se sreča dvakrat letno. Sestavljen je iz 58-ih držav članic (ki se imenujejo kar člani) izvoljenih za štiriletni mandat. 
Njegovo delo in naloge se prepletajo z delom in nalogami Generalne konference Unesca, saj izvršilni odbor pripravi vse potrebno za generalno konferenco in poskrbi, da so vsi njeni procesi izpeljani pravilno, generalna konferenca pa izvoli njegove člane in mu na vsaki dve leti določi nove naloge. Odbor med drugim tudi predlaga kandidata za generalnega direktorja Unesca. Izvršilni odbor je tudi nekakšna Unescova »vez« z OZN, ostalimi specializiranimi agencijami OZN in drugimi medvladnimi organizacijami. 

### Sekretariat
Sekretariat Unesca je izvršilna veja v organizaciji.Ukvarja se predvsem z administracijo, notranjim nadzorom, obveščanjem javnosti, pripravo pogodb itd. 
Sestavljajo ga generalni direktor in okrog 2100 uradnikov iz 170-ih držav, katerih ena tretjina dela v 58-ih Unescovih uradih, ki se nahajajo na različnih koncih sveta. S temi pisarnami ter različnimi instituti in centri po vsem svetu želi Unesco preprečiti centralizacijo organizacije in povečati svojo učinkovitost. 
Sekretariat ima pet programskih sektorjev, ki se ukvarjajo s področji delovanja Unesca. To so izobraževanje, naravoslovne znanosti, družboslovne znanosti, kultura ter komunikacije in informacije. 

#### Generalni sekretarji UNESCO
1. Julian Huxley, Združeno kraljestvo (1946–1948)
2. Jaime Torres Bodet, Mehika (1948–1952)
3. John W. Taylor, ZDA (vršilec dolžnosti 1952–1953)
4. Luther Evans, ZDA (1953–1958)
5. Vittotino Veronese, Italija (1958–1961)
6. René Maheu, Francija (1961–1974)
7. Amadou-Mahtar M'Bow, Senegal (1974–1987)
8. Federico Mayor, Španija (1987–1999)
9. Koičiro Matsura, Japonska (1999–2009)
10. Irina Bokova, Bolgarija (2009–2017)
11. Audrey Azoulay, Francija (2017–danes)

## Področja delovanja

### Kultura
Unesco si prizadeva za čim večji prispevek k medkulturnemu dialogu in pluralizmu, ki temelji na spoštovanju medkulturnih razlik in ohranjanju skupne dediščine človeštva. Spodbuja tudi umetniško ustvarjanje, in sicer s praznovanjem raznih praznikov, ki se navezujejo na perečo družbeno problematiko (npr. 23. avgust je svetovni dan odprave suženjstva) ali umetnost (npr. 21. marec je dan poezije), najbolj pa je znano Unescovo prizadevanje v okviru podeljevanja nagrad umetnikom, znanstvenikom in rokodelcem (npr. nagrada obrtnikom, ki je namenjena spodbujanju in odkrivanju talentov na področju obrtništva in rokodelstva). 

### Svetovna dediščina
Unesco v okviru Centra za svetovno dediščino spodbuja države, da podpišejo Konvencijo o varstvu svetovne kulturne in naravne dediščine (World Heritage Convention), ki jo je Unesco sprejel v Parizu leta 1972. Konvencija spodbuja države, da predlagajo lokalne znamenitosti, ki bi jih lahko uvrstili na seznam Unescove svetovne dediščine. Na seznamu je 830 znamenitosti, od tega jih je 644 s področja kulture, 162 naravnih in 24 mešanih znamenitosti, v vsega skupaj 138-ih državah. Unesco s spiskom pomaga promovirati naravno in kulturno dediščino v svetu ter obenem spodbuja ljudi k ohranjanju te dediščine. Potrebno je poudariti, da obveznosti varovanja in ohranjanja dediščine prevzemajo države, Unesco pa le nadzoruje izvajanje teh obveznosti. 
Unesco razlikuje med snovno in nesnovno dediščino. Pod pojmom snovne svetovne dediščine razumemo predmete, ohranjene ostanke predmetov, ostaline, arhitekturne posebnosti ter spomenike, ki pričajo o življenju nekoč in danes. Pojem nesnovne svetovne dediščine pa vključuje prakse, predstavitve, izraze, znanja, veščine in z njimi povezani orodja, predmete, izdelke in kulturne prostore, ki jih skupnosti, skupine in včasih tudi posamezniki prepoznavajo kot del svoje kulturne dediščine (npr. ustna izročila, rituali ipd.). 

#### Svetovna dediščina v Sloveniji
- Škocjanske jame: vpisane v seznam svetovne naravne in kulturne dediščine 28. novembra 1986;[1]
- Prazgodovinska kolišča okoli Alp: vpisana 27. junija 2011[2]
- Dediščina živega srebra. Almadén in Idrija.: vpisana 30. junija 2012.[3]
- Starodavni prvobitni bukovi gozdovi Karpatov in drugih delov Evrope: vpisana leta 2007.[4] Spomenik se zdaj razteza čez 12 držav, poleg Ukrajine, Slovaške in Nemčije še Albanija, Avstrija, Belgija, Bolgarija, Hrvaška, Italija, Romunija, Slovenija in Španija. V Sloveniji sta vključena gozd Ždrocle na Snežniku in kočevski pragozd Krokar.
- Dela Jožeta Plečnika v Ljubljani – urbano oblikovanje po meri človeka: vpisana 28. julija 2021.[5]

- Škocjanske jame
- Antonijev rov. Vhod v rudnik živega srebra v Idriji
- Ždrolce
- Ljubljansko barje
- Tromostovje v Ljubljani

### Izobraževanje
Unesco si prizadeva, da bi bil vsakdo deležen osnovne izobrazbe, pri čemer poseben poudarek namenja izobraževanju o virusu HIV in preventivnih ukrepih zoper Aids v Afriki. Eno izmed prizadevanj Unesca je tudi, da bi vsi ljudje na svetu poleg osnovne izobrazbe prejeli tudi izobrazbo druge stopnje.
Unesco s svojim gibanjem EFA (iz angleščine: Education for all) spodbuja in omogoča izobraževanja mladostnikov in otrok.
Z iniciativo LIFE (iz angleščine: Literacy Initiative for Empowerment) poskuša Unesco v letih 2005-2015 znižati stopnjo nepismenosti v 34-ih deželah z več kot 10 milijoni prebivalcev, kjer je stopnja nepismenosti še vedno 50 odstotna. Ciljna skupina so predvsem ženske.
EDUCAIDS je Unescova iniciativa, s katero želi Unesco širiti vedenje o Aidsu in poznavanje posledic te bolezni. 

### Naravoslovne znanosti
Organizacija pomaga državam v razvoju na področju znanosti, tehnike in tehnologije.Ukvarja se predvsem z ohranjanjem ekosistemov, kot so morja in sladke vode, pa s pripravljenostjo na katastrofe in razvojem v smeri obnovljivih energijskih virov. V najširšem smislu pa si Unesco v okviru naravoslovnih znanosti prizadeva za mir, napredek v znanosti in vsesplošen družbeni razvoj. Veliko pozornosti posveča tudi ohranjanju čiste pitne vode, ki je ključnega pomena za življenje na Zemlji. 

### Družboslovne znanosti
Unesco je aktiven na različnih družboslovnih področjih: etika, človekove pravice, šport in filozofija. 
Unesco je v področje znanosti vpeljal etiko in pričel razmišljati o moralno (ne)spornih znanstvenih dosežkih in postopkih.
V okviru človekovih pravic se Unesco bojuje proti rasizmu, ksenofobiji in drugim oblikam nestrpnosti, bojuje se za vrednote demokracije, mir, varnost, enakost spolov in človekove pravice. V okviru prizadevanj za enakost spolov in za mir na svetu je Unesco tudi eden izmed glavnih pobudnikov športnih prireditev in tekmovanj. Unesco podpira tudi filozofsko razmišljanje, ki lahko pripomore k boljši družbi.

### Komunikacije in informacije
Unesco si prizadeva za prost pretok idej v besedi in sliki, za prost dostop do informacij in znanja, pri čemer je poudarek na svobodi govora in tiska ter razvijanju komunikacije, ki jo lahko uporabimo v znanosti, izobraževanju in kulturi. Medijem poskuša zagotavljati neodvisnost in podpira pluralizem, ki ga razume kot temelj demokracije. V okviru razvoja medijev Unesco spodbuja tudi izobraževanje žensk kot novinark zlasti v tretjem svetu.

## Spominske medalje
Od leta 1966 Unesco izdaja posebne spominske medalje oziroma kovance, in sicer v dveh sklopih:
- svetovna dediščina;
- obletnice, osebe in zgodovinski dogodki.